# Li Changping
Li Changping (en chino: 李长萍; 1974) es una deportista china que compitió en halterofilia. Ganó dos medallas de plata en el Campeonato Mundial de Halterofilia, en los años 1990 y 1993.

## Palmarés internacional
| Campeonato Mundial | Campeonato Mundial    | Campeonato Mundial | Campeonato Mundial |
| Año                | Lugar                 | Medalla            | Categoría          |
| ------------------ | --------------------- | ------------------ | ------------------ |
| 1990               | Sarajevo (Yugoslavia) | Medalla de plata   | 75 kg              |
| 1993               | Melbourne (Australia) | Medalla de plata   | 76 kg              |